# Palmarés da Veranclassic-Ekoi
A equipe ciclista profissional belga Veranclassic-Ekoi tem tido, durante toda a sua história, as seguintes vitórias:

## Doltcini-Flanders

### 2013
Não têm conseguido vitórias profissionais.

## Veranclassic-Doltcini

### 2014
Não têm conseguido vitórias profissionais.

## Veranclassic-Ekoi

### 2015

#### Circuitos Continentais da UCI
| Datas      | Circuito                | Carreiras                                 | Ganhador      |
| 7 de abril | UCI Africa Tour de 2015 | 5.ª etapa da Volta a Marrocos             | Justin Jules  |
| 10 de maio | UCI Europe Tour de 2015 | Grande Prêmio da Ville de Nogent-sur-Oise | Robin Stenuit |
| 29 de maio | UCI Europe Tour de 2015 | 1.ª etapa do Tour de Gironde              | Robin Stenuit |
| 7 de junho | UCI Europe Tour de 2015 | Memorial Philippe Van Coningsloo          | Robin Stenuit |

## Veranclassic-Ago

### 2016

#### Circuitos Continentais da UCI
| Datas      | Circuito                | Carreiras                       | Ganhador        |
| 8 de abril | UCI Africa Tour de 2016 | 8.ª etapa da Volta a Marrocos   | Justin Jules    |
| 22 de maio | UCI Africa Tour de 2016 | 2.ª etapa da Volta à Tunísia    | Justin Jules    |
| 24 de maio | UCI Africa Tour de 2016 | 4.ª etapa da Volta à Tunísia    | Matthias Legley |
| 9 de julho | UCI Europe Tour de 2016 | Grande Prêmio Stad Sint-Niklaas | Justin Jules    |